# Valerij Fedorčuk
Valerij Jurijovyč Fedorčuk (in ucraino Валерій Юрійович Федорчук?; traslitterazione anglosassone: Valeriy Yuriyovych Fedorchuk; Netišyn, 5 ottobre 1988) è un ex calciatore ucraino, di ruolo centrocampista.

## Palmarès

### Club

#### Competizioni nazionali
- Campionato ucraino: 1

Dinamo Kiev: 2015-2016
- Supercoppa d'Ucraina: 1

Dinamo Kiev: 2016